# Drosophila dacunhai
Drosophila dacunhai är en tvåvingeart som beskrevs av Celso Abbad Mourao och Hermione Elly Melara de Campos Bicudo 1967.

## Taxonomi
Drosophila dacunhai ingår i släktet Drosophila och familjen daggflugor.

## Utbredning
Artens utbredningsområde är Jamaica.